# Frank V. Ortiz, Jr.
Francis Vincent "Frank" Ortiz Jr. (Santa Fe, 14 de marzo de 1926-ibídem, 27 de febrero de 2005) fue un diplomático estadounidense. Fue embajador de Estados Unidos en Barbados y Granada, como así también representante especial en otras islas caribeñas entre 1977 y 1979, embajador de Estados Unidos en Guatemala de 1979 a 1980, embajador de Estados Unidos en Perú de 1981 a 1983 y embajador de Estados Unidos en Argentina entre 1983 y 1986.

## Biografía

### Primeros años y estudios
Nació el 14 de marzo de 1926 en Santa Fe (Nuevo México), hijo de Frank Valencia Ortiz y Barbero (1896–1992) y Margaret Mary Delgado y García de Noriega (1900–1993). Su familia ha vivido allí desde el siglo XVII. Ambos padres eran políticos demócratas. A los 17 años, se fue a Washington D. C. para trabajar como asistente en el Senado de los Estados Unidos. En 1945, se unió a la Fuerza Aérea de los Estados Unidos y participó en la Segunda Guerra Mundial.
Recibió un B.S. de la Universidad de Georgetown en 1950, y un M.S. de la Universidad George Washington en 1957. También asistió a la Universidad de Madrid en 1950, la Universidad Americana de Beirut en 1952 y la Escuela Nacional de Guerra en 1956-1957.

### Carrera
De 1951 a 1953, trabajó en el Departamento de Estado de los Estados Unidos en temas relacionados con Egipto y Sudán. De 1953 a 1955, fue funcionario económico en Adís Abeba (Etiopía), y funcionario político en la Ciudad de México de 1955 a 1957. De 1957 a 1961, trabajó como asistente en el Departamento de Estado. De 1967 a 1970 se desempeñó como consejero político en Lima (Perú), y como subjefe de Misión en Montevideo (Uruguay) de 1970 a 1973. De 1973 a 1975 trabajó en el Departamento de Estado para Argentina, Uruguay y Paraguay, y se convirtió en Secretario Ejecutivo Adjunto de 1975 a 1977.
Entre 1977 y 1979, fue embajador en Barbados y Granada, y representante especial en Dominica, Santa Lucía, Antigua, San Cristóbal-Nieves-Anguila y San Vicente. Fue embajador en Guatemala de 1979 a 1980. Luego fue nombrado asesor político del Comando Sur de Estados Unidos en Panamá. De 1981 a 1983 fue embajador en Perú. Luego fue embajador en Argentina entre 1983 y 1986.
A fines de la década de 1980, enseñó en la Universidad de Nuevo México. En 1990, se retiró a Santa Fe (Nuevo México) y se involucró en la preservación de la cultura e historia española de Nuevo México en el Museo de Historia de Nuevo México, el Centro Cultural Nacional Hispano y otros lugares.

### Fallecimiento
Falleció en Santa Fe, en febrero de 2005.

## Obra
- Ambassador Ortiz, Lessons from a Life of Service. University of New Mexico Press. 2005. ISBN 9780826337122.